# العساکره
العساکرة (به عربی: العساکرة) یک منطقهٔ مسکونی در فلسطین است.

## خصوصیات
العساکرة ۱٬۰۰۱ نفر جمعیت دارد.